# Phil Mills

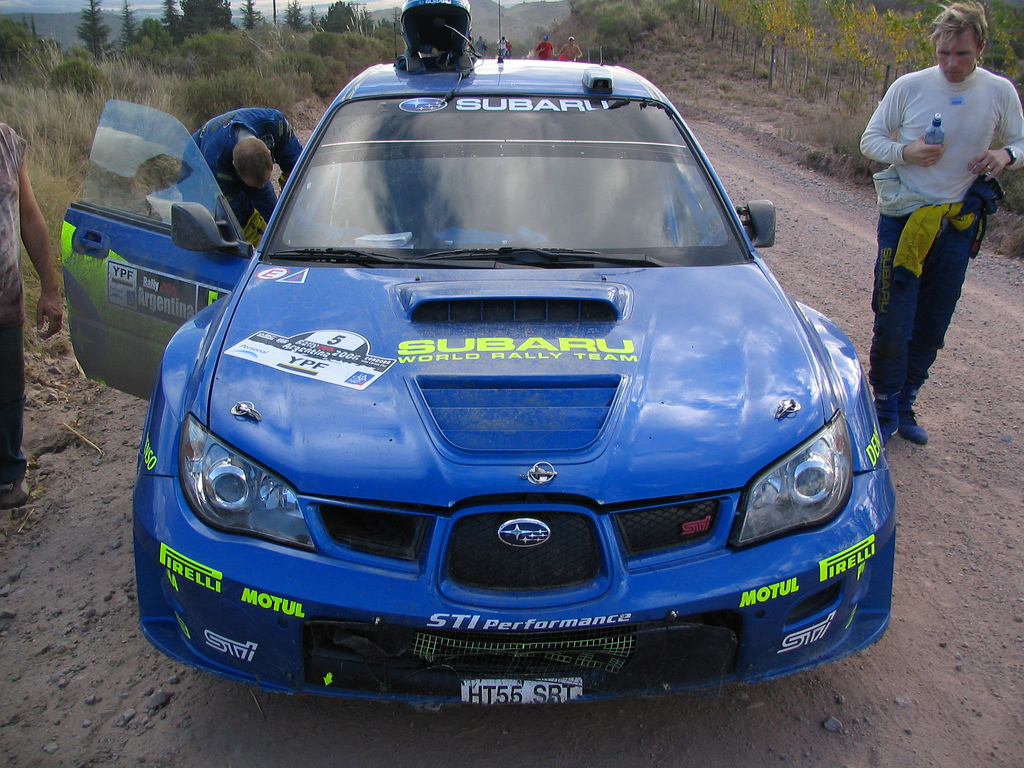
Solberg und Mills bei der Rallye Argentinien 2006

Phil Mills (* 30. August 1963 in Trefeglwys, Wales) ist ein ehemaliger britischer Rallye-Copilot. Von 1999 bis 2010 war er der Beifahrer von Petter Solberg und bestritt mit ihm zusammen 152 Rallyes. 2003 gewannen beide die Rallye-Weltmeisterschaft (WRC).
Mills hat einen Ehrenplatz in der Welsh Sports Hall of Fame, da er als erster Waliser die Wales-Rally gewonnen hat. Seine erste Rally bestritt er 1983. Seinen ersten WRC-Einsatz hatte er 1994. Mills wurde 1999 Copilot von Solberg und fuhr mit ihm zunächst bei Ford. Von 2000 bis 2008 waren beide bei Subaru. 2009 und 2010 traten sie in privat eingesetzten Citroëns an.
Am 11. Juni 2010, nach der Rallye Portugal, gab Mills seinen Rücktritt aus dem Rennsport bekannt. Sein Abschied aus dem Rennsport fiel ihm schwer, da er mit seinem Rücktritt elf Jahre Zusammenarbeit mit Petter Solberg beendete.
In der Saison 2018 nahm Mills als Beifahrer seines Landsmanns Elfyn Evans an der Korsika-Rallye teil und vertrat bei diesem Weltmeisterschaftslauf dessen Beifahrer Daniel Barritt. Evans und Mills erreichten das Ziel auf dem fünften Rang.
In der Rallye-Simulation Dirt Rally 2.0 lieh er dem Beifahrer seine Stimme.
Er lebt mit seiner Frau Helen und seinen Kindern in Powys.

## Erfolge
- 2003 Rallye-Weltmeister (als Copilot von Petter Solberg)
- 2002, 2004, 2005 Rallye-Vizeweltmeister (als Copilot von Petter Solberg)